# Diližansa
Diližansa je poštna kočija, ki je bila v uporabi v začetku 18. stoletja. 
Kočijo je vodilo 8 konj, sprejela pa je lahko prav toliko potnikov. Diližansa je bila priljubljena predvsem med trgovci, ki so se peljali poleg poštarja, izjemno priljubljenost pa je doživela zaradi velike potovalne hitrosti.